# Tramway de Montoursville
Les tramways de Montoursville formaient un réseau américain de transport urbain situé à Montoursville en Pennsylvanie.

## Localisation et bref historique
Montoursville, petite ville située à l'embouchure de la Loyalsock Creek sur la branche ouest de la rivière Susquehanna, doit son nom à Élisabeth Catherine Couc, née au Québec, fille d'un père canadien français et d'une mère indienne. Elle prit le nom de Montour lorsqu'elle se maria avec un indien Seneca du nom de Roland Montour.
À la suite d'un second mariage, avec un chef de la tribu Onneiout, elle s'implanta dans un village du nom d'Ostuagy dans les années 1730. Maîtrisant aussi bien les langues française, allemande, anglaise, ainsi que divers idiomes indiens, elle devint dans la région, un personnage incontournable. Le lieu devint vite connu sous le nom de Madame Montour's Village.
Montoursville acquit le statut de borough en 1850, mais ne dépassa jamais son statut de gros bourg à l'ombre de la ville voisine de Williamsport. Aujourd'hui encore, sa population est inférieure à 5 000 habitants.

## L’histoire des tramways
La première proposition d’établir des tramways dans la petite ville de Montoursville, en 1896, sera la bonne. La Tennis Construction Company de Philadelphie était alors assez active dans le secteur, proposant d’établir de petits réseaux de tramways électriques dans des lieux où elle n’aurait pas trop à souffrir de concurrence.
À la même période, la compagnie obtint également la concession du tramway Lewisburg – Milton – Watsontown dans la même région, ce qui permit de réduire les coûts d’établissement. La concession de Montoursville fut obtenue le 28 juin 1897 et la construction commença immédiatement. Les travaux ne traînèrent pas et le 16 décembre de la même année, les tramways circulaient.
La ligne, à voie unique et écartement normal, partait des limites de la ville de Williamsport sur la 3e rue Est, traversait le township de Loyalsock, puis la rivière du même nom avant d’entrer dans le borough de Montoursville par Broad Street. Au croisement avec Montour Street, elle se dirigeait au nord par cette rue jusqu’à Loyalsock Avenue. Le dépôt et l'usine électrique étaient situés sur South Alley que les tramways atteignaient par un embranchement en site propre, sur ce qui est maintenant Lloyd's Alley. Un autre embranchement continuait sur Broad Street, où était située une seconde remise, jusqu'au croisement de Walnut Street.
Le service proposé comptait un tramway toutes les demi-heures pour Williamsport et tous les quarts d'heure aux heures de pointe. La connexion avec le réseau voisin n'ayant pas pu se faire en raison des difficultés rencontrées à un passage à niveau avec le chemin de fer, les voitures de Montoursville furent prolongées par les voies de Williamsport jusqu'à ce passage à niveau. La situation dura jusqu'en 1900 et la mise en service d'un passage souterrain. La ligne n'était pas mise en service que les frères Tennis envisageaient déjà son prolongement à l'est vers Huguesville et Muncy, mais le projet fit long feu et, dès 1898, enterré dans les cartons.
Cette même année, le 10 juin 1898, la compagnie inaugurait la prolongation de sa ligne jusqu'au parc d'attraction de Starr Island, quelques centaines de mètres plus au nord de son terminus de Loyalstock Avenue. Le parc constitua une source de revenus importante, de mai à septembre, pour la petite compagnie qui en fit l'acquisition en 1905, avant de le revendre en 1909. À cette occasion, il prit le nom d'Indian Park.
Les frères Tennis revendirent, le 22 octobre 1899, la Montoursville Passenger Railway Company, de même que la compagnie de Lewisburg, à la Railways Company General, un groupe d'investisseurs de Philadelphie dont les ambitions dépassaient leurs capacités financières. Comprenant vite qu'ils avaient fait une mauvaise affaire, il s'empressèrent de rechercher un nouvel acheteur à partir de 1904.
La vente à un groupe local eut lieu en 1909. Ce dernier en gardera le contrôle jusqu'en 1924. En 1915, on fit quelques efforts pour moderniser le matériel, mais la situation ouverte par la Première Guerre mondiale précipita le petit réseau dans un cycle de déficit chronique. Les tarifs furent augmentés en 1917 de cinq à huit cents. En 1924, le déficit cumulé atteignait plus de 80 000 dollars et la compagnie fut vendue, avec celle ayant la charge de la distribution d'électricité dans le secteur, à la Pennsylvania Power & Light Company. Cette compagnie n'avait aucun intérêt pour le tramway et s'empressa de le transférer à une filiale, la Lycoming Auto Transit Company, qui acheta trois autobus et, dès leur livraison, supprima les tramways. Le dernier circula le 7 août 1924.

## Le matériel roulant
Comme souvent dans de si petites entreprises, toutes les motrices étaient à deux essieux. Cinq étaient des motrices fermées et cinq des voitures ouvertes à bancs transversaux pour le service estival, notamment celui du parc.
- Les motrices 1 et 2 (Brill, 1897, no  de commande 8009) étaient les motrices originales, équipées de trucks Peckham et de moteurs General Electric 1000. Elles étaient peintes en rouge.
- La motrice 3 faisait partie d'un groupe de cinq motrices identiques rachetées à Philadelphie par Tennis pour équiper le Philadelphia and Bristol Street Railway. Anciennes voitures à traction par câble, elles furent transformées par Brill en 1897 (no  de commande 7834). Une d'elles fut distraite de cette commande pour être envoyée à Montoursville ; Brill lui attribuant à l'occasion un nouveau numéro de commande : 8092. Elle assura la réserve des deux précédentes.
- Les motrices 3 et 4 (Pullman, no  de commande 836), les secondes portant ces numéros, ont été rachetées d'occasion à Chicago où elles faisaient partie de la série 2287-2316 (ex-1887-1916). Elles étaient plus grandes que la plupart des motrices à 2 essieux et assurèrent la majorité du service jusqu'à la fermeture du réseau.
- Les motrices 4 et 5 (Brill, 1898, no  de commande 8343), sont les motrices ouvertes originales. Elles avaient 10 bancs transversaux et étaient peintes en jaune. La 5 étaient déclassée en 1920, tandis que la 4 avait été renumérotée 9 à l'arrivée des Pullman.
- Les motrices 6 et 7 (American Car à St. Louis) ont été acquises d'occasion en 1901, probablement auprès du Franford, Tacony & Holmesburg Street Railway (Philadelphia). C'étaient des motrices ouvertes à 10 bancs transversaux et étaient aussi peintes en jaune.
- La motrice 8 étaient également une voiture ouverte à 10 bancs transversaux, mais son origine est inconnue. Une motrice de même type avait été commandée auprès de Brill en 1899 (no  de commande 9169). Néanmoins, cette commande avait été annulée.

Durant toute l'existence du tramway, il n'y eut que deux remorques affectées au service des travaux. L'une d'elles provenait vraisemblablement de la conversion de la première motrice no 3.

## Sources